# White Skull

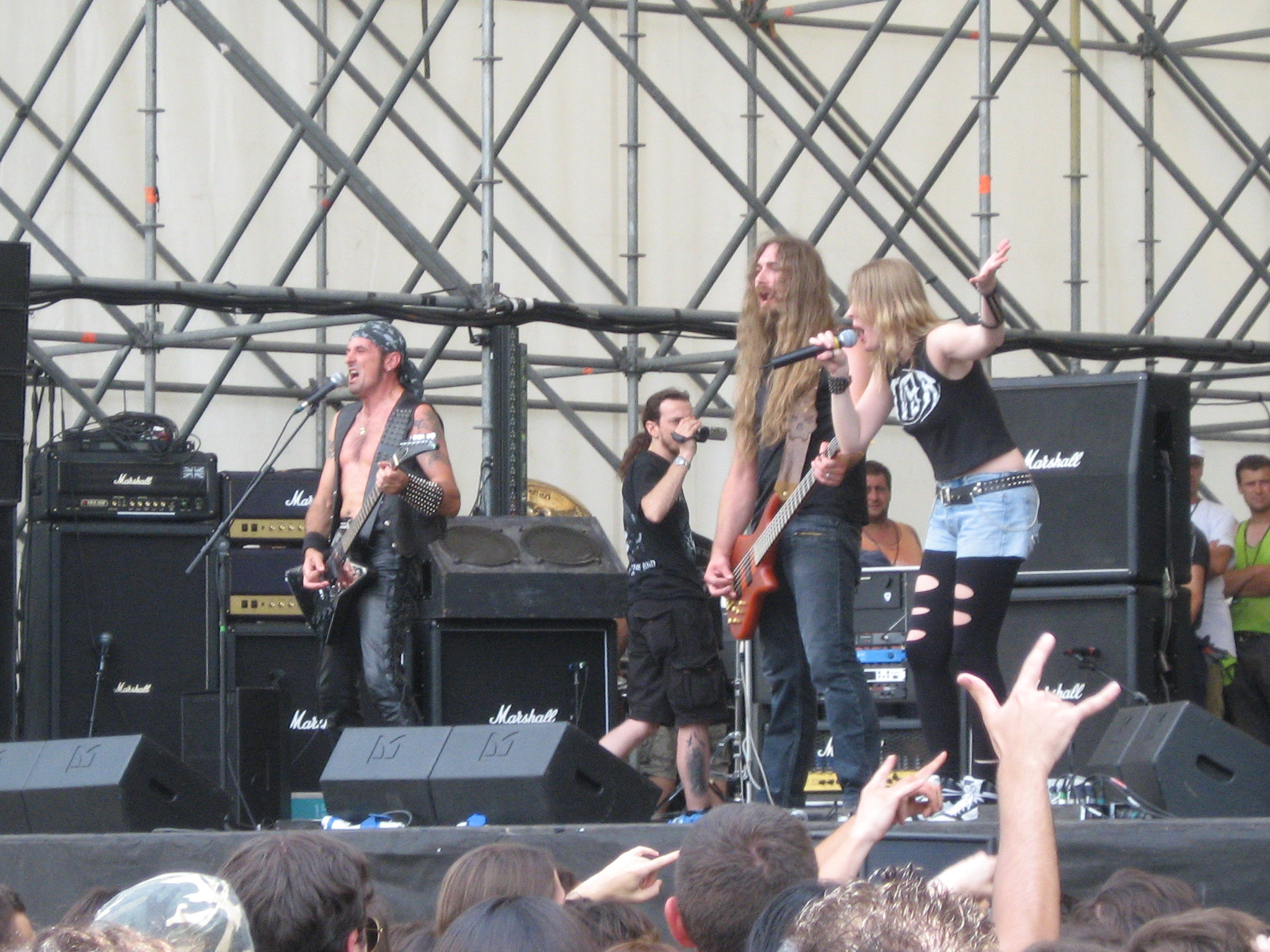
White Skull en el Rokin' field festival en Milán, Italia (26 de julio de 2008).

White Skull es una banda italiana de power metal, formada a finales de la década de 1980.

## Historia
En 1991, luego de la grabación de su primer demo, la banda logró llamar la atención del público y de la prensa especializada italiana. 
Por medio de conciertos comenzaron a promocionarse, a la vez que adquirían experiencia sobre el escenario. 
En mayo de 1992, la banda lanzó su segundo demo, Save The Planet. Nuevamente acompañado con excelentes comentarios y la realización de más shows, que llevaron a la banda a contactarse con algunas compañías italianas. 
Igualmente, la música fue considerada “no apta para el mercado” y se les pidió que cambiaran su sonido y género musical. 
Como fanes del Heavy Metal clásico y seguidores de bandas como Iron Maiden, Helloween, Scorpions, Black Sabbath, Saxon etc., decidieron continuar con su estilo, dada su creencia en el género del metal. Mientras tanto contribuyeron en dos compilados metálicos: “Nightpieces 4” (en enero de 1995) y “Area Sísmica” (en junio de 1995). Finalmente, unos meses más tarde, el sello independiente italiano Underground Symphony les dio la chance de grabar su primer CD, titulado “I Won't Burn Alone”. El álbum obtuvo una positiva respuesta de parte de la prensa y la audiencia local, y White Skull comenzó a tocar en pubs, festivales locales y encuentros de motociclistas. Los excelentes resultados llevaron a la banda a escribir inmediatamente nuevas canciones. Estas captaron el interés de Underground Symphony que lanzó en marzo de 1997 el segundo álbum, titulado “Embittered”. La gira “Embittered Tour” arrancó una vez comenzada la distribución del álbum y mantuvo a la banda ocupada hasta 1998. Tocaron además con bandas como Overkill en el festival italiano Gods Of Metal, y en Berlín con U.D.O. y Doro. Mientras tanto la banda continuó ensayando y escribiendo nuevas canciones que llevaron al lanzamiento del EP “Asgard” y el CD “Tales From The North”, un álbum conceptual acerca de la mitología del Norte europeo (vikingos y nibelungos), con Chris Boltendahl, cantante de Grave Digger, como invitado especial. El disco fue lanzado en 1999 por Nuclear Blast en toda Europa. Luego White Skull tocó como soporte de Grave Digger en la gira “Excalibur Millenium 2000 Tour” a través de Alemania y Suiza, y en marzo de 2000 en Italia. Durante marzo y abril de 2000 grabaron una nueva placa, “Public Glory, Secret Agony”. Fue editada en agosto de ese año por Breaker Records (sello propiedad de Udo Dirkschneider), con distribución mundial por Nuclear Blast.
El Primer Cambio de la banda ocurrió en 2001 cuando Federica "Sister" De Boni dejó la banda por problemas personales y fue reemplazada por Gustavo Gabarrò "Gus" un cantante de metal argentino. En 2002 regresaron a los estudios para grabar "The Dark Age" y estuvieron en muchos festivales. En mayo de 2004 sacaron "The XIII Skull" Después de esto la banda tuvo que cancelar muchos shows por la salud del vocalista en este tiempo escribieron muchas canciones y grabaron en 2005 "The Ring Of The Ancients".
Empezaron a ser conocidos en EE. UU. con el lanzamiento en 1999 del álbum "Tales from the North".
En 2003 editaron su disco "The dark age" en castellano con el título "La era oscura".
En enero de 2007 el vocalista Gustavo Gabarro dejó la banda por problemas de trabajo. La nueva vocalista sería Elisa "Over" De Palma, para el último disco hasta la fecha de la banda: "Forever Fight", sacado en 2009. También en ese álbum destaca la presencia de un nuevo bajista y un nuevo teclista, Gio Raddi y Alessio Lucatti respectivamente. 
En 2011 la banda anunció en su página oficial que Federica De Boni había vuelto a formar parte de White Skull. Así mismo se anunció la salida de un nuevo disco para 2012 titulado "Under This Flag".
En mayo de 2017 han publicado su último trabajo de estudio, "Will of the strong", con muy buena crítica a nivel de público y prensa especializada.

## Discografía
- 1995 – I Won't Burn Alone
- 1997 – Embittered
- 1999 – Tales from the North
- 1999 – Asgard (EP)
- 2000 – Public Glory, Secret Agony
- 2002 – The Dark Age
- 2004 – The XIII Skull
- 2006 – The Ring Of The Ancients
- 2009 – Forever Fight
- 2012 – Under This Flag
- 2017 - "Will of the strong"

## Miembros
Actuales
- Tony Fontò - (Guitarra)
- Federica "sister" de Boni - (Vocalista)
- Danilo Bar - (Guitarra)
- Alex Mantiero - (Batería)
- Steve Balocco - (Bajo)
- Alessio "Tom" Lucatti - (Teclados)

Fundadores
- Fabio Pozzato - (Bajo)
- Gus Gabarrò - (Vocalista)
- Federica "sister" de Boni - (Vocalista)

Anteriores
Elisa "Over" De Palma - (Vocalista)
Eloy Sanchez - (Batería)